# Siervas de Jesús Sacramentado
La Congregación de las Siervas de Jesús Sacramentado es una congregación religiosa católica femenina de derecho pontificio fundada por María Benita Arias en  Buenos Aires (Argentina), el 21 de noviembre de 1876. A las religiosas de este instituto se les conoce como Siervas de Jesús Sacramentado y posponen a sus nombres las siglas S.J.S.

## Historia
María Benita Arias, miembro de una familia de la alta sociedad argentina del tiempo, ingresó con dieciocho años al beaterio de la Casa de los Ejercicios de Buenos Aires, donde permaneció por 30 años. Allí recibió la inspiración de fundar un instituto religioso que se dedicase a la adoración perpetua del Santísimo Sacramento. El 9 de febrero de 1872 recibió el permiso para abandonar la casa y dar inicio a su obra.
El 21 de noviembre de 1876, luego de haber recibido la aprobación canónica del arzobispo de Buenos Aires, dio inicio la Congregación de las Siervas de Jesús Sacramentado. La historia de la misma está marcada por cuatro periodos generales: el tiempo de vida de la fundadora y primera superiora general, la organización y expansión del instituto, el impulso y renovación de parte de la SUPERIOR  Peregrina Liz y la reforma hecha luego del Concilio Vaticano II. La aprobación pontificia fue recibida el 16 de enero de 1911.

## Organización
La Congregación de las Siervas de María es un instituto religioso centralizado, cuyo gobierno general lo ejerce una superiora, a la que llaman Madre general. La sede central se encuentra en Buenos Aires.
Las siervas se dedican a la adoración perpetua del Santísimo Sacramento y a la formación cristiana de la infancia y de la juventud. Para realizar su apostolado el instituto posee hogares de niños, colegios y escuelas de enseñanza de su propiedad. Otras actividades realizadas por las religiosas son: la atención de los enfermos y la promoción de los ejercicios espirituales.
En 2015, la congregación contaba con unas 56 religiosas y 17 comunidades, presentes en: Argentina, España, Paraguay y Uruguay.